# Uromastycinae
Uromasticinae — невелика підродина ящірок з родини Агамових. Має 2 роди.

## Опис
Загальний розмір представників цієї підродини коливається від 45 до 75 см. Колір шкіри сірий або бурий з різними відтінками з жовтуватими, зеленими або блакитними горошинки або цяточками. Вони мають дещо незграбний тулуб. Хвіст складається з кілець, вкритих шипами. Є також досить потужні щелепи.

## Спосіб життя
Полюбляють піщані, кам'янисті місцини, пересуваються головним чином по землі. У них привітний характер, часто тримаються людьми у тераріумах. На волі вони захищаються від ворогів за допомогою хвоста з колючками і потужних щелеп. Ховаються у норах або серед каміння. Живляться рослинною їжею.
Це яйцекладні ящірки. Самиці відкладають до 20 яєць.

## Розповсюдження
Мешкають у північній та східній Африці, південно-західній Азії до східної Індії.

## Роди
- Saara
- Uromastyx